# Raul Jungmann
Raul Belens Jungmann Pinto, né le 3 avril 1952, est un homme politique brésilien.